# 8907 Takaji
8907 Takaji eller 1995 WM5 är en asteroid i huvudbältet som upptäcktes den 24 november 1995 av den japanska astronomen Takao Kobayashi vid Ōizumi-observatoriet. Den är uppkallad efter Takaji Kato.
Asteroiden har en diameter på ungefär 7 kilometer.